# Уругвај на Светском првенству у атлетици на отвореном 2022.
Уругвај је учествовао на 18. Светском првенству у атлетици на отвореном 2022. одржаном у Јуџину  од 15. до 25. јула осамнаести пут, односно учествовао је на свим првенствима до данас. Репрезентацију Уругваја представљало је 5 атлетичара (4 мушкарца и 1 жена) који су се такмичили у 4 дисциплине (3 мушке и 1 женска). ,
Не овом првенству такмичари Уругваја нису освојили ниједну медаљу нити су остварили неки резултат.

## Учесници
| Мушкарци: - Сантјаго Катрофе — 1.500 м - Николас Куестас — Маратон - Ернесто Андрес Замора — Маратон - Емулијано Ласа — Скок удаљ | Жене: - Дебора Родригез — 800 м |  |

## Резултати

### Мушкарци
| Атлетичар             | Дисциплина | Лични рекорд | Квалификације   | Квалификације | Полуфинале | Полуфинале  | Финале               | Финале       | Детаљи |
| Атлетичар             | Дисциплина | Лични рекорд | Резултат        | Место         | Резултат   | Место       | Резултат             | Место        | Детаљи |
| --------------------- | ---------- | ------------ | --------------- | ------------- | ---------- | ----------- | -------------------- | ------------ | ------ |
| Сантјаго Катрофе      | 1.500 м    | 3:35,82 НР   | 3:35,86 кв, ЛРС | 7. у гр. 2    | 3:40,16    | 10. у гр. 2 | Није се квалификовао | 20 / 41 (42) |        |
| Николас Куестас       | Маратон    | 2:11:03 НР   |                 |               |            |             | 2:13:52              | 39 / 54 (63) |        |
| Ернесто Андрес Замора | Маратон    | 2:11:26      | 2:17:54         | 50 / 54 (63)  |            |             |                      |              |        |
| Емулијано Ласа        | Скок удаљ  | 8,28 НР      | 7,89            | 6. у гр. Б    |            |             | Није се квалификовао | 13 / 29 (32) |        |

### Жене
| Атлетичарка     | Дисциплина | Лични рекорд | Квалификације | Квалификације | Полуфинале            | Полуфинале            | Финале                | Финале  | Детаљи |
| Атлетичарка     | Дисциплина | Лични рекорд | Резултат      | Место         | Резултат              | Место                 | Резултат              | Место   | Детаљи |
| --------------- | ---------- | ------------ | ------------- | ------------- | --------------------- | --------------------- | --------------------- | ------- | ------ |
| Дебора Родригез | 800 м      | 2:00,20 НР   | 2:03,04       | 7. у гр. 1    | Није се квалификовала | Није се квалификовала | Није се квалификовала | 36 / 45 |        |